# Jällsjön, Värmland
Jällsjön är en sjö i Hagfors kommun i Värmland och ingår i Göta älvs huvudavrinningsområde. Sjön är 36 meter djup, har en yta på 0,667 kvadratkilometer och är belägen 289 meter över havet. Sjön avvattnas av vattendraget Jällsjöbäcken. Vid provfiske har abborre, gädda och lake fångats i sjön.

## Delavrinningsområde
Jällsjön ingår i det delavrinningsområde (664869-139369) som SMHI kallar för Utloppet av Jällsjön. Medelhöjden är 320 meter över havet och ytan är 5,33 kvadratkilometer. Det finns inga avrinningsområden uppströms utan avrinningsområdet är högsta punkten. Jällsjöbäcken som avvattnar avrinningsområdet har biflödesordning 4, vilket innebär att vattnet flödar genom totalt 4 vattendrag innan det når havet efter 394 kilometer. Avrinningsområdet består mestadels av skog (83 procent). Avrinningsområdet har 0,67 kvadratkilometer vattenytor vilket ger det en sjöprocent på 12,5 procent.